# Margarete Blarer
Margarete Blarer, auch Margarete Blarer von Giersberg (* 1494 in Konstanz; † 15. November 1541 ebenda), war eine diakonisch engagierte Konstanzer Patrizierin, die mit mehreren Reformatoren im Austausch stand.

## Leben
Margarete Blarer wurde 1494 in Konstanz geboren. Zusammen mit ihrem Vater Augustin Blarer stand sie an der Spitze der Konstanzer Gesellschaft. Ihr Vater war Kaufmann und Ratsherr, der 1504 starb. Er hinterließ seine Frau und sechs Kinder, die sich allesamt in der Obhut der Ratsherren von Konstanz befanden. 
Margarete genoss, ebenso wie ihre Geschwister, eine hervorragende humanistische Ausbildung. Latein lernte sie mit ihren Brüdern. Der ältere Bruder, Ambrosius Blarer, ging trotz Ratsherren-Widerstands für einige Zeit in das Benediktinerkloster Alpirsbach, flüchtete dann aber zu seiner Mutter Katharina Blarer zurück, nachdem seine Reformationspläne auf Gegenwind stießen. Thomas Blarer, Margaretes jüngerer Bruder, wurde in den Jahren nach 1509 ein Anhänger Martin Luthers zu Wittenberg. Gemeinsam mit Konrad und Johannes Zwick, dem Stadtarzt Hans Menlishofer und dem Prediger Bernd Wanner unterstützte Margarete ihre Brüder bei der Durchführung der Reformation in der Konzilstadt Konstanz. In diesem humanistisch gesinnten Kreis lernte sie 1522 Erasmus von Rotterdam kennen. Sie las und kommentierte theologische Schriften und pflegte enge Kontakte mit dem Straßburger Reformator Martin Bucer und Katharina Zell, der Frau des dortigen Pfarrers Matthäus Zell. Nach dem Tod der Mutter (1530) übernahm Margarete die Verantwortung für das elterliche Haus und Geschäft.
Margarete Blarer blieb ehelos. Sie lehnte die Ehe ebenso ab wie den Eintritt in ein Kloster. Ihr Leben widmete sie der Versorgung alter und kranker Menschen. Diese finanzierte sie durch den von ihr betriebenen Leinenhandel. Blarers Einkünfte ermöglichten auch ihren Brüdern eine ungestörte, unbezahlte Tätigkeit in der Kirche. Sie gründete einen Armenverein christlicher Frauen und war in aufopfernder Liebe als diaconissa ecclesiae Constantiensis tätig. Sie versorgte Vertriebene, besuchte Witwen und Waisen, unterrichtete arme Kinder und pflegte die Kranken in den Häusern und während der Pest 1541 in dem als Spital eingerichteten Inselkloster. Schließlich erkrankte sie selbst an der Pest und starb am 15. November 1541 im Alter von 47 Jahren.

## Gedenktag
28. November im Evangelischen Namenkalender.